# Amahibelaha
Amahibelaha – gaun wikas samiti we wschodniej części Nepalu w strefie Kośi w dystrykcie Sunsari. Według nepalskiego spisu powszechnego z 2001 roku liczył on 1110 gospodarstw domowych i 6341 mieszkańców (3116 kobiet i 3225 mężczyzn).